# Музеј Вере Мухине
45° 02′ 28″ С; 35° 22′ 41″ И / 45.04106° С; 35.37792° И
Музеј Вере Мухине је историјски и уметнички музеј у Феодосији, Криму, посвећен детињству, младости и сликарству вајарке Вере Игњатијевне Мухине.

## Историја
Музеј вајарке Вере Мухине, или Музејски комплекс "Галерија Дечијег сликарства на мору, Музеј вајарке В. Мухине" основан је у кући породице Мухине. Зид старе куће Мухине успешно је уврштен у главну фасаду зграде музеја. Локална управа донела је одлуку да се не уништи у потпуности бивша кућа Мухине када је крајем двадесетог века грађен нови блок кућа. Дакле, оригинални зид сада украшава савремени музеј. Меморијална соба В. Мухине и део њене креативне радионице обнављане са деловима намештаја и инструмената.

## Поставка
Главни део музеја приказује изложбе из прве половине 20. века. Оригинални радови и копије су део колекције музеја. Поставка даје могућност праћења утицаја политичког и културног живота Совјетског Савеза на вајарку и њен рад.

### Скулптуре
Понос музеја је изглед скулптуралне композиције "Радник и колхозница" која је представљена на Париској изложби 1937.

## Галерија
- Фасадни зид Мухине куће, Феодосија, Крим.
- Музеј Вере Мухине
- Музеј Вере Мухине
- Музеј Вере Мухине
- Музеј Вере Мухине
- Музеј Вере Мухине